# Lucky Dlamini
Lucky Masomalenhle Dlamini (* 25. April 1966 in Makhosini; † 17. Juli 2009), oder kurz Lucky Dlamini, war ein eswatinischer Fußballspieler auf der Position eines Stürmers. Er war zuletzt für die Mbabane Highlanders und die eswatinische Fußballnationalmannschaft aktiv. Sein Spitzname lautete Rush.

## Karriere

### Verein
Seine Vereinskarriere begann Dlamini in seiner eswatinischen Heimat, wo er ab dem Jahr 1989 im Kader des Hauptstadtklubs Mbabane Highlanders FC stand. Ob er dem Verein bereits davor angehörte, ist aus den Quellen hingegen nicht ersichtlich. 1990 gewann er an der Seite von Simon Thwala und Samuel Dlamini, im Finale des Swazi Cup gegen die Moneni Pirates (1:0), seinen ersten nationalen Vereinstitel. Im Jahr darauf gewann er seine erste eswatinische Meisterschaft und nahm er mit der Mannschaft am African Cup Winners’ Cup teil. Hier bezwang das Team die Mannschaft des Small Simba SC aus Sansibar in der Vorrunde mit 2:3 aus Hin- und Rückspiel. In der nächsten Runde musste sich die Mannschaft um Dlamini jedoch den Gegner Al-Ittihad SC aus den Sudan mit 1:1, durch Auswärtstorregel, geschlagen geben. 1992 konnte die Mannschaft die Meisterschaft erfolgreich verteidigen und er nahm erstmals am African Cup of Champions Clubs, der heutigen afrikanischen Champions League teil. Hier bezwang die Mannschaft um Dlamini in der Vorrunde den botswanischen Verein Defence Force XI mit 1:2 nach Hin- und Rückspiel. In der nächsten Runde schied die Auswahl jedoch gegen die Nkana Red Devils aus Sambia mit 1:9, nach Hin- und Rückspiel, deutlich geschlagen aus. Ob Dlamini seine Karriere nach Ablauf der Saison 1992 beendete, weiterhin im Kader der Mbabane Highlanders verblieb oder zu einem anderen Verein wechselte und dort seine Karriere fortführte, ist nicht bekannt.

### Nationalmannschaft
Seinen einzigen Länderspieleinsatz im Trikot der eswatinischen Fußballnationalmannschaft bestritt Dlamini am 23. Januar 1990, im Rahmen eines Freundschaftsspiels unter dem damaligen Trainer Mbuso Dlamini, gegen die Mannschaft des afrikanischen Staates Malawi (0:0). Ein Tor gelang den Stürmer in diesen Spiel, an der Seite von Mandla Manzini, Ronnie Dube und Torhüter Christopher Khoza, jedoch nicht.

### Erfolge
Verein
- Eswatinischer Meister: 1991, 1992
- Eswatinischer Pokalsieger: 1990